# Tatari
I Tatari (o anche Tartari; in lingua tatara: sing. татар, pl. татарлар) sono un gruppo etnico di origine turca della Russia. Il nome deriva da Ta-ta o Dada, una tribù di origine turca che abitava le steppe a nord dell'odierna Mongolia già nel V secolo. Il termine fu in un primo momento usato per indicare quelle popolazioni che sopraggiungevano dalla Siberia in Europa orientale attraverso l'Impero mongolo nel XIII secolo. In seguito esso fu esteso a tutti gli invasori nomadi dell'Asia, fossero essi delle regioni a nord della Mongolia o delle regioni dell'Asia centrale. Nel XX secolo, prima degli anni venti, i russi usarono il nome "tataro" per designare le numerose tribù degli Azeri.
I Tatari fanno parte dei 56 gruppi etnici riconosciuti ufficialmente dalla Repubblica Popolare Cinese.
La maggior parte dei Tatari vive nella regione russa del Tatarstan, in Uzbekistan, in Kazakistan, in Ucraina, in Bielorussia, in Cina, in Romania e in Bulgaria. Essi superano i dieci milioni (alla fine del XX secolo). La maggioranza dei Tatari è musulmana sunnita, mentre una minoranza inferiore al 10% è formata da cristiani ortodossi.
La maggioranza di coloro che vivono nella Russia europea è discendente dei Bulgar del Volga, che furono sottomessi durante l'invasione tataro-mongola della Rus' nel XIII secolo e presero il nome dei loro conquistatori. I Tatari di Siberia sono i sopravvissuti della popolazione turco-mongola della regione a est degli Urali, mescolatisi poi con i popoli mongoli e con i popoli di origine uralica.
Gli odierni Tatari che popolano l'Eurasia formano due grandi gruppi:
- i Tatari europei (di Crimea, Bulgaria, Russia europea, Lituania, Polonia, Romania e Turchia);
- i Tatari di Siberia.

A causa delle numerose migrazioni e mescolanze inter-etniche si è quasi perso il nome di Tatari; si indica con questo termine uno spettro etnico che ha gli opposti nelle popolazioni di origine mongola e in quelle di origine caucasica.

## Origini del nome
Tatari (Tatarlar, in alfabeto cirillico Татарлар) è il termine solitamente utilizzato per riferirsi alle popolazioni tartare euroasiatiche. Tartaro in passato ebbe una connotazione negativa nel linguaggio comune poiché abusivamente associato al termine "Tartarus" della mitologia greca. In Europa la parola Tartaro è generalmente utilizzata per indicare, nel contesto storico del XIII secolo, le popolazioni mongoliche apparse in tale periodo durante l'invasione mongola e più tardi assimilatesi con le popolazioni locali.

## Storia

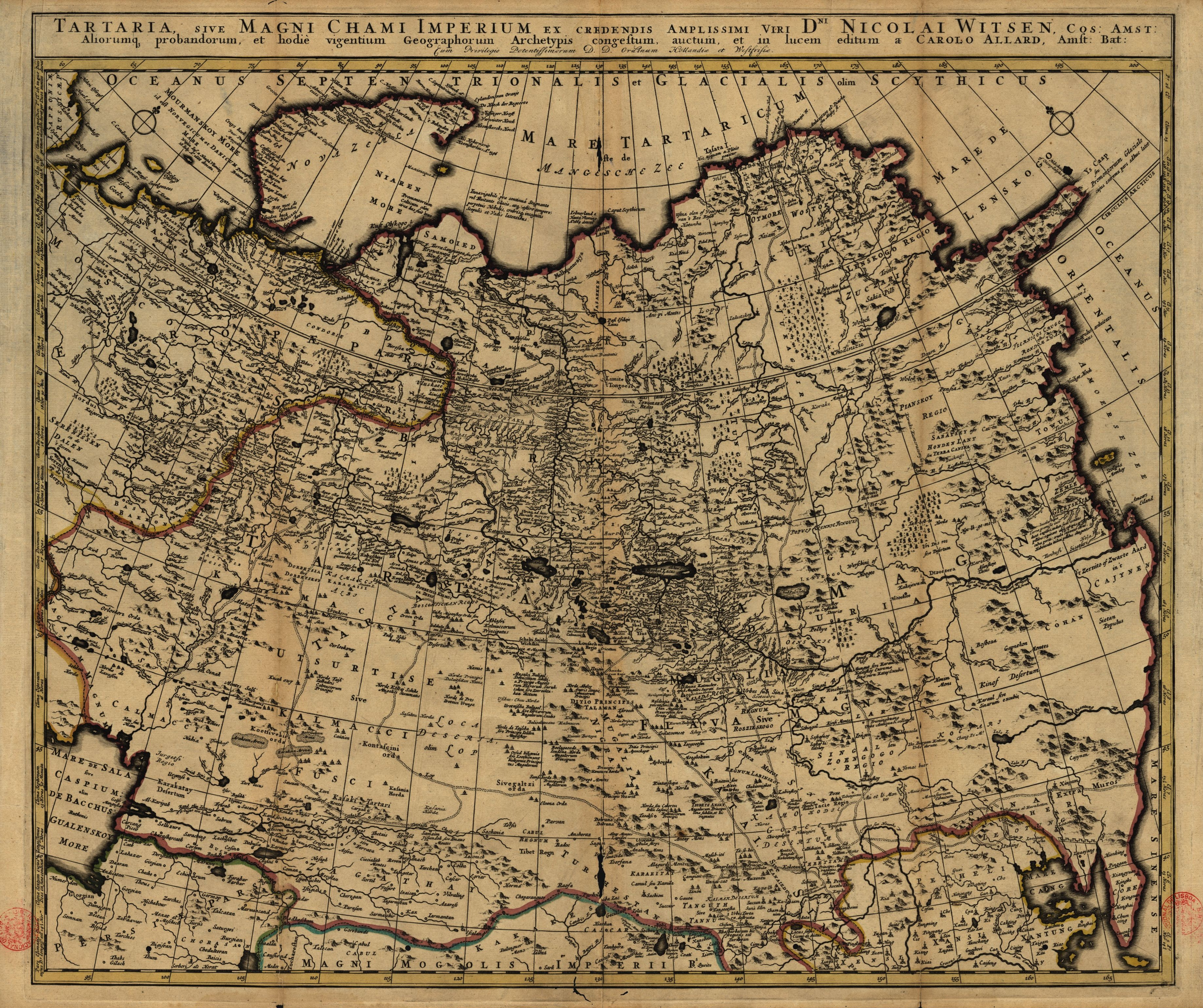
Mappa della Tartaria (1705)

Gli originari Ta-ta Mongoli abitarono le regioni a nord-est del Gobi, nel V secolo, e, dopo le invasioni nel IX secolo della dinastia Liao (Khitani), migrarono a sud, dove fondarono l'Impero mongolo sotto Gengis Khan. Sotto il regno del nipote, Batu Khan, si mossero poi a ovest, verso le sterminate pianure russe, portando con loro molti esponenti dei Turchi uralo-altaici.
Nei pressi del Volga si mescolarono poi con i rimanenti del vecchio impero bulgaro (Bulgaria del Volga), con popolazioni di lingua ugrofinnica e con le popolazioni del Caucaso.
I Tatari formarono una nuova entità statale: la Tataria. Tali possedimenti furono governati da prestigiose élite mongole dal XIV sino al XVIII secolo, quando vennero a cadere sotto il dominio dell'Impero russo.

## Tatari europei

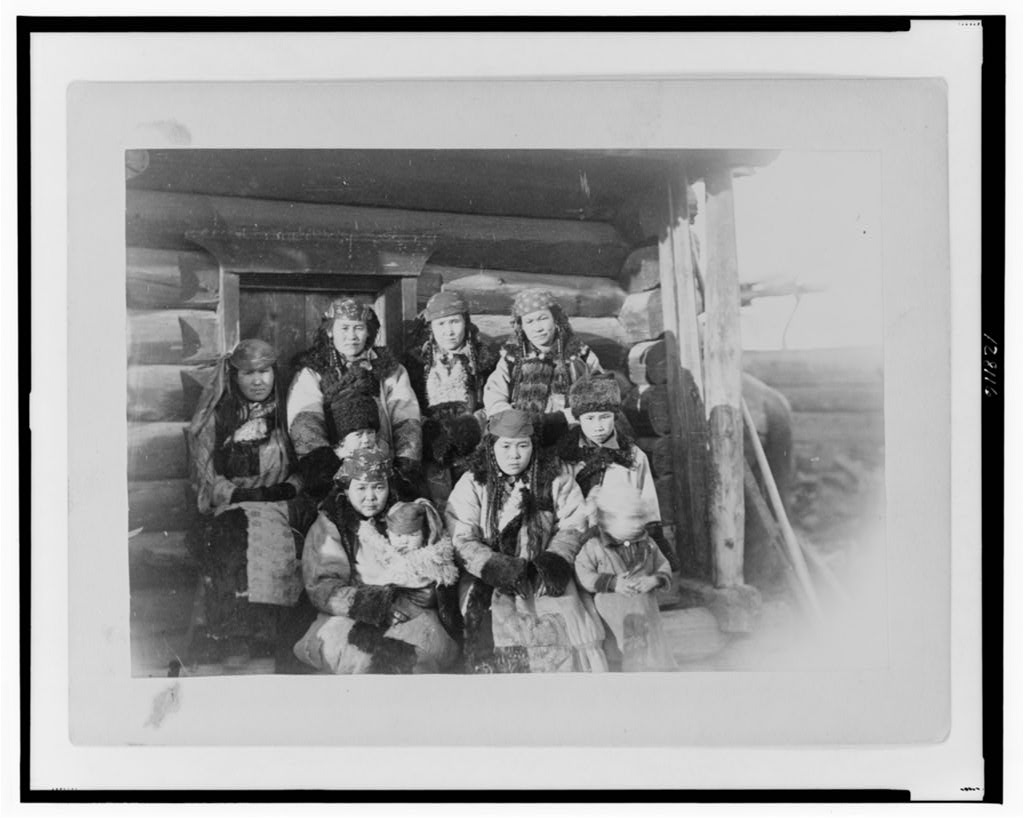
Donne tatare tra il 1885 e il 1886

La classificazione dei vari gruppi inclusi nell'accezione generale del termine "tatari" è molto lontana dall'essere completa. Sono state stabilite, comunque, le seguenti suddivisioni.

### Tatari del Volga
I Tatari del Volga vivono nella parte centrale ed est-europea della Russia. Nella Russia odierna il termine tataro è solitamente utilizzato per indicare unicamente tale popolazione. Durante il censimento del 2002 furono ufficialmente suddivisi in Tatari comuni, Tatari di Astrachan' e Tatari di Keräşen. I Tatari siberiani furono incorporati dal censimento tra i Tatari, mentre gli altri gruppi etnici, quali i Tatari di Crimea e i Čulyčy, non furono ufficialmente riconosciuti come parte di tale gruppo etnico e, per questo motivo, vennero contati separatamente.

#### Tatari di Kazan'
La maggioranza dei Tatari del Volga è composta da Tatari di Kazan', che rappresentano il gruppo etnico maggiormente diffuso (circa 2 milioni) nel Tatarstan, una delle repubbliche della Russia.
Nei secoli tra l'XI e il XVI secolo molte tribù turche vivevano nei territori compresi tra le attuali Russia e Kazakistan. I Tatari di Kazan' sono i diretti discendenti dei Bulgari del Volga, che si stabilirono nei pressi di questo fiume nell'VIII secolo. Qui la loro etnia si mescolò con quella degli Sciti, con quelle delle popolazioni di lingua ugro-finnica e in parte con i discendenti dei Kipčaki, che si stanziarono lungo il Volga durante il XIII secolo. Dopo le invasioni mongoliche, la Bulgaria del Volga fu sconfitta e scomparve come entità politica. La maggior parte della sua popolazione tuttavia sopravvisse: la loro cultura e religione rimasero infatti immutate (erano stati convertiti all'Islam nel 922 dal missionario/propagandista Aḥmad b. Faḍlān), mentre il loro linguaggio andò amalgamandosi con quello dei conquistatori fino a scomparire del tutto. Soprattutto nelle regioni settentrionali (l'odierno Tatarstan) non avvenne quasi nessun mescolamento tra sangue turco e sangue mongolico.
In alcuni luoghi delle regioni da loro abitate i Tatari di Kazan' chiamano sé stessi Bulgari del Volga ed alcuni di loro si rifiutano di riconoscere il suffisso Tatar nel nome della loro nazione.

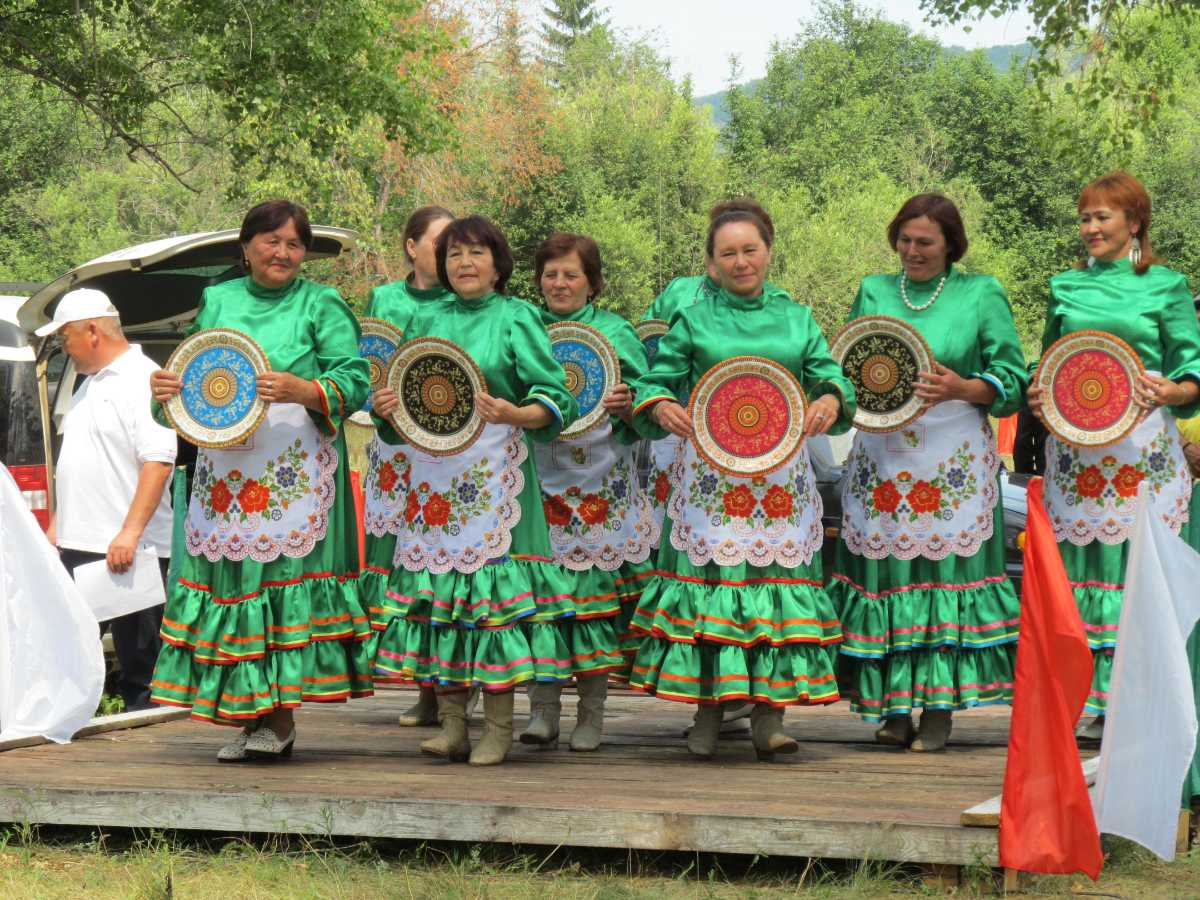
Tatare della Volga.

Negli anni dieci del XX secolo il loro numero risultava di circa mezzo milione nel governatorato di Kazan' (poi interamente compreso nella nazione russa del Tatarstan), 400.000 in quello di Ufa, 100.000 a Samara e Simbirsk e all'incirca 30.000 a Vjatka, Saratov, Tambov, Penza, Novgorod, Perm' e Orenburg. 15.000 appartenenti alla stessa etnia erano migrati nei decenni precedenti a Rjazan' o erano stati fatti prigionieri nel XVI e nel XVII secolo e trasportati forzatamente come forza lavoro in Lituania a Vilnius, Grodno e Podolia. All'incirca 2.000 risiedevano a San Pietroburgo, dove la maggior parte svolgeva le mansioni di cocchiere o cameriere nei ristoranti. In Polonia costituivano l'1% della popolazione nel distretto di Płock.
I Tatari di Kazan' parlano un dialetto di origine turca (con forti influssi russi e arabi). Sono generalmente descritti come di media statura, con spalle possenti, la maggior parte con occhi castani o verdi, naso dritto e ossa sporgenti sulle guance. Poiché tra il novero dei loro ascendenti non ci sono solo Turchi, ma anche Slavi e Ugro-Finnici, molti Tatari di Kazan' tendono ad avere sembianze europee. La popolazione non è omogenea: il 33,5% appartiene al sottotipo dell'Europa meridionale, il 27,5% a quello nord-europeo, il 24,5% all'ugro-finnico e il 14,5% al sud-siberiano (un misto tra l'aspetto mongoloide e quello caucasoide). La maggior parte dei Tatari di Kazan' è di religione musulmana sunnita e fino al 1917 la poligamia era diffusa tra le classi abbienti.
Poiché facilmente comprensibile da tutti i gruppi di Tatari russi, come anche da Ciuvasci e Baschiri, nel XV secolo il linguaggio dei Tatari di Kazan' divenne una lingua letteraria. Tale linguaggio includeva ai tempi molte parole arabe e persiane, successivamente sostituite da termini russi ed europei.
I Tatari di Kazan' ammontano a più di 7 milioni, la maggior parte dei quali dislocata in Russia e nelle regioni ex-sovietiche. La loro maggiore densità si trova nel Tatarstan e nelle regioni adiacenti, ma un numero significativo risiede anche nell'Asia centrale, in Siberia e nel Caucaso. I Tatari di Kazan' che vivono fuori dal Tatarstan parlano principalmente il russo.
Un numero significativo di uomini appartenenti a questa etnia emigrò in Turchia e in Cina durante la guerra civile russa, ma la maggior parte fece ritorno in Russia al termine della stessa. Secondo il governo cinese, vivrebbero nella provincia di Xinjiang 51.000 Tatari.

##### Tatari di Noqrat
Tatari di Kazan' che vivono nell'oblast' di Kirov.

##### Tatari di Perm'
Tatari di Kazan' che vivono nel kraj di Perm'. Alcuni di loro hanno sangue misto con quello Komi.

##### Tatari Keräşen

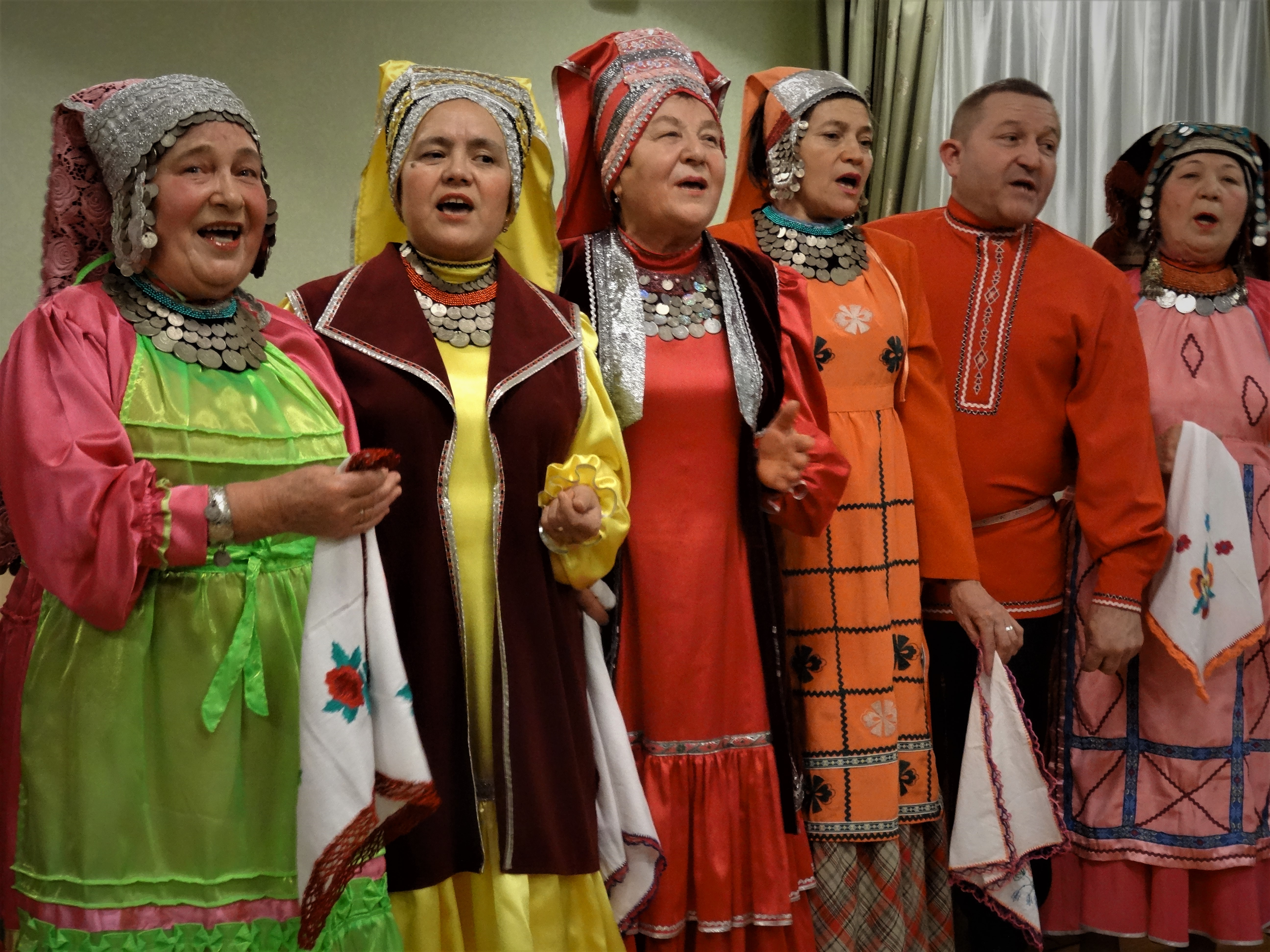
Tatare Keräşen.

I Tatari Keräşen discendono da quei Tatari di Kazan' che furono convertiti con la forza al cristianesimo da Ivan il Terribile durante il XVI secolo e, più tardi, nel XVIII secolo.
Alcuni antropologi suppongono invece che i Tatari di Keräşen discendano direttamente dalla popolazione dei Suari, convertiti al cristianesimo dagli Armeni durante il VI secolo, quando ancora vivevano nel Caucaso. I Suari, con altre tribù (che più tardi furono convertite all'islam), diventarono prima "Bulgari del Volga" e infine i moderni Ciuvasci (per la maggior parte cristiani) e Tatari di Kazan' (per la maggior parte musulmani).
I Tatari Keräşen vivono in tutto il Tatarstan; tendono ad essere assimilati da Russi, Ciuvasci e Tatari musulmani. Ottant'anni di leggi ateiste hanno trasformato i Tatari di entrambe le confessioni, facendoli diventare meno religiosi che in passato; in tal modo la differenza significativa tra i Tatari Keräşen e quelli musulmani è data unicamente dal fatto che i Keräşen hanno nomi russi.
Alcune tribù turche (Cumani) dell'Orda d'Oro furono convertite al cristianesimo tra il XIII e il XIV secolo (Cattolicesimo e Nestorianesimo). Alcune preghiere, scritte in quel tempo nel Codex Cumanicus, hanno forti affinità con le preghiere dei Keräşen, ma non vi è alcun'altra informazione di una possibile connessione tra Cumani cristiani e Keräşen.

##### Nagajbaki

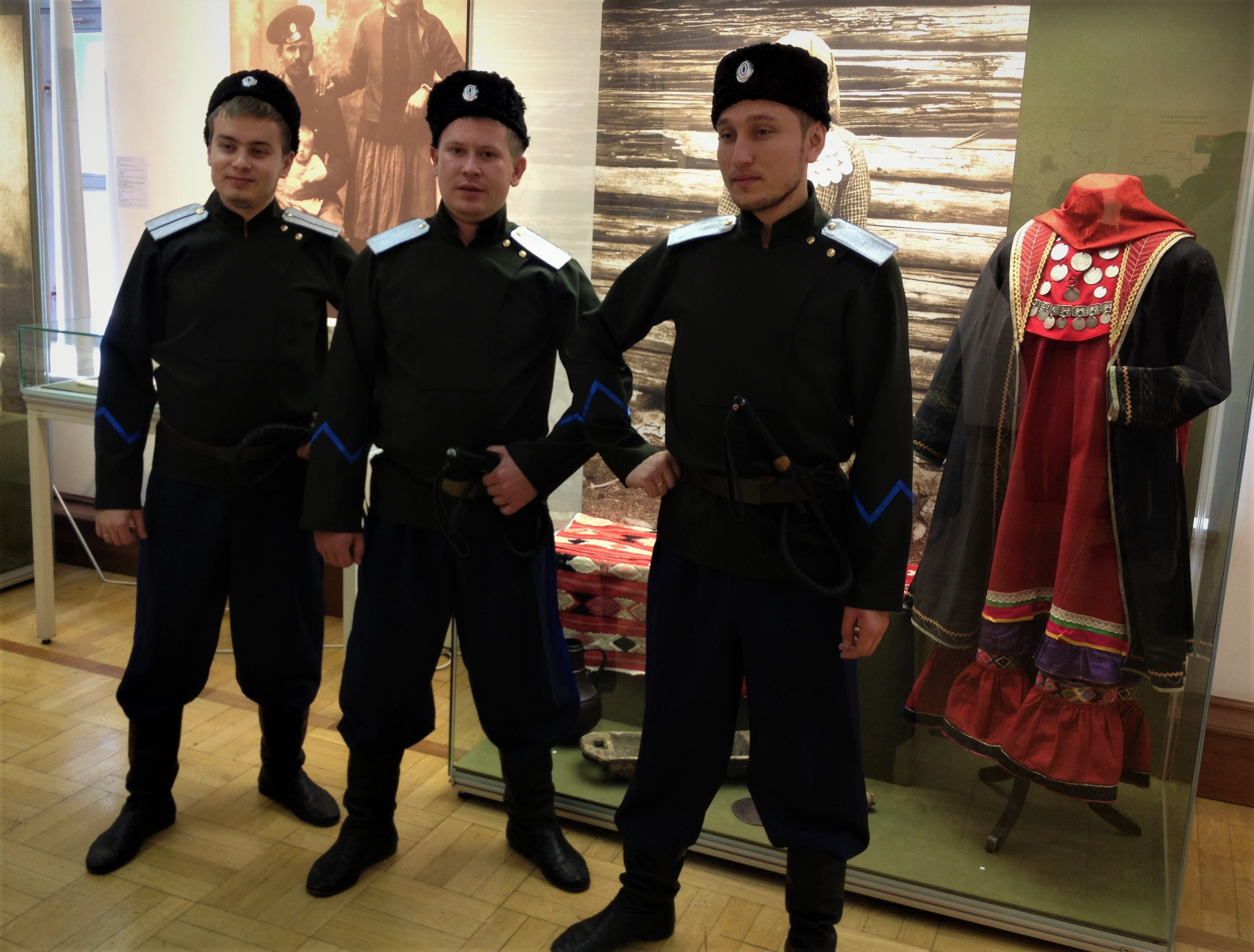
Tatari Nagajbaki.

I Nagajbaki sono un gruppo di Tatari che diventarono "cosacchi". Di religione russo-ortodossa, vissero nella regione degli Urali, al confine russo con la regione del Kazakistan, durante il XVII-XVIII secolo.
Il più grande villaggio dei Nagajbaki è Pariž, nome che discende dalla capitale francese Parigi, così intitolato a causa della partecipazione di soldati Nagajbaki alle guerre napoleoniche.

##### Tatari Tiptär
Simili ai Noğaybaqs, anche se musulmani sunniti. Alcuni Tatari parlano russo o baschiro. Secondo alcuni antropologi i Tiptär farebbero parte dell'etnia dei Mişärs.

##### Dialetti dei Tatari di Kazan'
Vi sono tre differenti dialetti tra questa etnia di Tatari: orientale, centrale, occidentale.
Il dialetto occidentale (Misher) è parlato principalmente dai Mişär, quello centrale è utilizzato sia in tutto il Tatarstan che dai Tatari di Astrachan', mentre il dialetto orientale (anche detto siberiano) è parlato da alcuni gruppi di Tatari nell'oblast' di Tjumen. Questa forma particolare, che è isolata dagli altri dialetti, ha molti punti in comune con il linguaggio dei Čulyčy, tanto che alcuni linguisti ritengono che sia un linguaggio indipendente.

#### Tatari Mişär
I Tatari Mişär sono un gruppo di Tatari che parla un dialetto della lingua dei Tatari di Kazan'. Sono discendenti dei Kipchaki, una tribù turca che si era stabilita nei pressi del fiume Oka, mescolandosi nel tempo con tribù ugro-finniche e russe. Vivono negli oblast' di Tambov, Penza, Rjazan e in Mordovia. Vivevano un tempo nei pressi e lungo il fiume Volga, in Tatarstan.

#### Tatari Qasím
Gruppo etnico facente parte dei Tatari del Volga, vivono quasi unicamente nel paese di Qasím (Kasimov nella trascrizione russa) nell'oblast' di Rjazan, con una popolazione tatara di 500 unità. Dal 1452 al 1681 tale paese era capitale del Khanato di Qasim, Stato vassallo di Mosca.

#### Tatari di Astrachan'
I Tatari di Astrachan' (all'incirca 70.000) sono discendenti della popolazione rurale del Khanato di Astrachan' e vivono per la maggior parte nell'oblast' di Astrachan'. Durante il censimento del 2000 molti di loro si descrissero come Tatari comuni e questo poiché, data la presenza in loco di numerosi Tatari di Kazan', la differenza tra i due gruppi etnici tende a scomparire.
Testo tradotto dall'Enciclopedia Britannica del 1911:
I Tatari di Astrachan' constano di circa 10.000 unità e sono, con i Calmucchi mongoli, tutto quello che oggi rimane dell'Impero di Astrachan'.
Mentre il Tataro di Astrachan' (Ästerxan) è un dialetto misto, all'incirca 43.000 hanno assimilato il dialetto centrale dei Tatari di Kazan'. I loro antenati erano Cazari, Kipchak ed alcuni Bulgari del Volga (questi ultimi avevano infatti stanziato colonie nei moderni oblast' di Astrachan' e oblast' di Volgograd).

#### Tatari del Volga nel mondo
I luoghi dove i Tatari del Volga vivono includono:
- Ural e la parte superiore del fiume Kama (dal XV secolo), XV secolo - colonizzatori, XVI-XVII secolo - nuovo stanziamento da parte dei Russi, XVII-XIX secolo - esploratori dell'Ural, lavoratori agricoli;
- Siberia Occidentale (dal XVI secolo): XVI secolo - stanziamento dopo la repressione russa seguita alla conquista del Khanato di Kazan', XVII-XIX secolo esploratori della Siberia occidentale, fine del XIX - prima metà del XX secolo industrializzazione della zona, costruttori di linee ferroviarie, anni Trenta del Novecento repressione di Stalin, 1970 - 2000 lavoratori nelle industrie petrolifere;
- Mosca (dal XVII secolo): signori feudali tatari al servizio dei Russi, commercianti dal XVIII secolo anche a San Pietroburgo;
- Kazakistan (dal XVIII secolo): XVIII-XIX secolo ufficiali e soldati dell'esercito russo, 1930 industrializzazione, dal 1950 colonizzatori di terre vergini - re-emigrazione negli anni novanta;
- Finlandia (dal 1804): (soprattutto Mişärs) - XIX secolo - ufficiali e soldati dell'esercito russo.
- Asia Centrale (dal XIX secolo) (Uzbekistan, Turkmenistan, Tagikistan, Kirghizistan, Xinjiang) XIX secolo ufficiali e soldati dell'esercito russo, mercanti, migrazioni religiose, 1920-1930 - industrializzazione, programmatori educativi sovietici per le popolazioni dell'Asia centrale, 1948, 1960 in aiuto alle città di Ashgabat e Tashkent distrutte da terremoti - re-emigrazione negli anni ottanta;
- Caucaso, specialmente Azerbaigian (dal XIX secolo) lavoratori nel settore petrolifero, commercianti
- Cina settentrionale (dal 1910) - costruzione di ferrovie - re-emigrazione negli anni cinquanta;
- Siberia Orientale (dal XIX secolo) - ricolonizzatori di fattorie, 1910-1980 costruttori di linee ferroviarie, esiliati dal governo sovietico negli anni trenta;
- Germania e Austria - 1914, 1941 - prigionieri di guerra, emigrazione negli anni novanta;
- Turchia, Giappone, Iran, Cina, Egitto (dal 1918) - emigrazione
- Inghilterra, USA, Australia, Canada, Argentina, Messico - (1920) re-emigrazione da Germania, Turchia, Giappone, Cina e altri, 1950 - prigionieri di guerra tedeschi che decisero di non tornare in URSS, 1990 - emigrazione dopo lo scioglimento dell'URSS;
- Sachalin, Kaliningrad, Bielorussia, Ucraina, Lettonia, Estonia, Lituania, Carelia - dopo il 1944-45 costruttori, personale militare sovietico;
- Oblast' di Murmansk, Kraj di Chabarovsk, Polonia settentrionale e Germania settentrionale (1945 - 1990) - personale militare sovietico
- Israele - mogli o mariti di ebrei negli anni novanta del Novecento

### Tatari di Crimea, Ucraina e Polonia

#### Tatari di Crimea

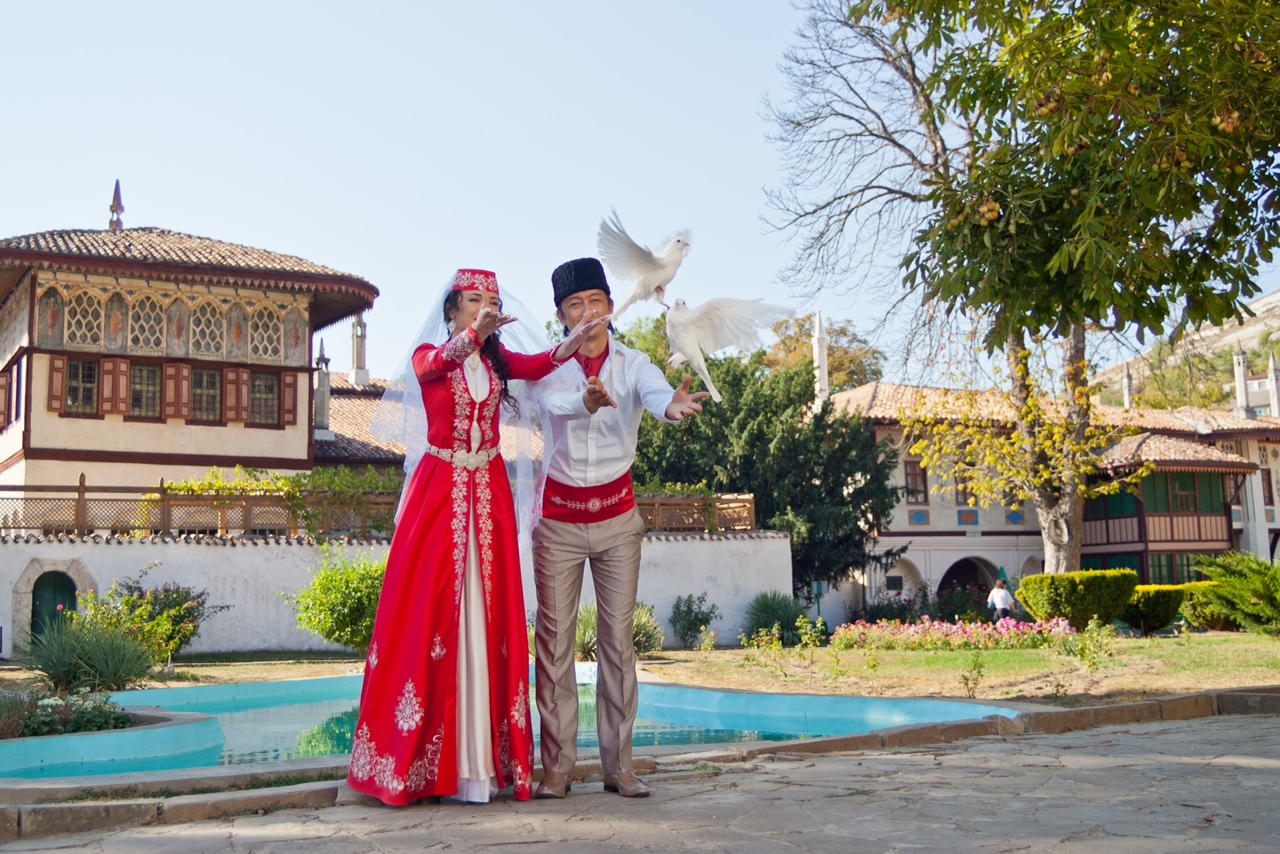
Tatari di Crimea a Bakhchisarai, l'ex capitale del Khanato di Crimea.

I Tatari della Crimea costituirono il Khanato di Crimea che fu annesso dalla Russia nel 1783. La guerra del 1853 e le leggi degli anni 1860-63 e 1874 causarono un esodo di questa popolazione; un gran numero di Tatari di Crimea abbandonò i suoi campi irrigati e si spostò in Turchia.
Coloro che rimasero potevano essere suddivisi in tre gruppi distinti.
Quelli stanziati sulle coste meridionali, che nel corso del tempo si erano amalgamati con Sciti, Greci e Italiani, erano molto conosciuti per la loro bravura nell'arte del giardinaggio e della coltivazione così come per i loro preziosi manufatti, i Tatari che vivevano sulle montagne erano affini ai Tatari caucasici, mentre quelli che abitavano le steppe - i Nogay - erano di origine essenzialmente turco-mongola.
Durante la seconda guerra mondiale, l'intera popolazione tatara della Crimea fu vittima della politica di oppressione staliniana. Nel 1944 furono infatti accusati di collaborazionismo coi nazisti e furono deportati in massa nelle regioni dell'Asia centrale e in altre parti dell'Unione Sovietica. Un gran numero morì per malattia e malnutrizione, solo in pochi riuscirono ad adattarsi alle nuove condizioni di vita. Anche se un decreto sovietico del 1967 si premurò di far cessare l'esilio forzato dei Tatari, il governo non fece nulla per facilitare il loro ricollocamento in Crimea e per risarcirli delle proprietà perse. Il numero esatto dei Tatari di Crimea (alcuni dei quali sono stanziati in Turchia) non è noto con esattezza ma varie stime lo indicano tra i 5 e i 6 milioni di individui. Va sottolineato che queste stime sono state compilate da ricercatori "attivisti" e di parte, i quali hanno calcolato come 1 milione il numero esatto dei migranti e l'hanno quindi moltiplicato con il loro tasso di nascita. Altri analisti ritengono queste cifre eccessive.

#### Tatari lituani

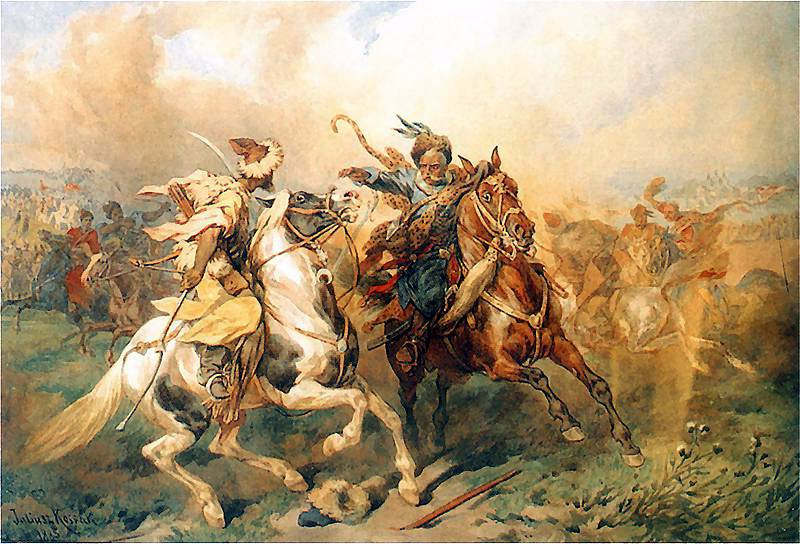
"Danza tatara" - Un guerriero tataro (della Crimea), sulla sinistra, combatte contro un soldato della Confederazione polacco-lituana (destra).

Dopo che Tokhtamysh fu sconfitto da Tamerlano, alcuni membri del suo clan chiesero rifugio nel Granducato di Lituania. A loro furono dati terra e titoli nobiliari in cambio del loro servizio militare e furono da allora conosciuti come Lipka Tatari. I loro soldati presero parte alla battaglia di Grunwald.
Un altro gruppo apparve nel Ducato di Jagoldai (vassallo della Lituania) vicino alla moderna Kursk nel 1437 per scomparirne poco più tardi.

#### Tatari polacchi
Dal XIII al XVII secolo vari gruppi di Tatari si stanziarono e/o trovarono rifugio all'interno della Confederazione polacco-lituana.
Questo avvenimento fu promosso specialmente dal Granducato di Lituania, a causa della loro reputazione di esperti combattenti. I capi tatari che si stanziavano erano insigniti dello status szlachta (~ nobiltà), una tradizione che si è preservata fino alla fine dell'Unione nel XVIII secolo.
Il caso dei Tatari polacchi ricorda come sia difficile definire "guerre di religione" gli scontri dell'età moderna. Per esempio unità di cavalleria di Tatari polacchi componevano l'avanguardia dell'esercito polacco-lituano alla battaglia di Vienna del 1683, combattendo contro unità turche e dei Tatari di Crimea e, anche, cavalieri cristiani ungheresi al servizio dei Turchi. L'assedio di Vienna, accanto allo scontro religioso, fu soprattutto uno scontro fra tre grossi Stati, due dei quali (la confederazione di Polonia-Lituania e l'Impero ottomano) particolarmente tolleranti delle diversità religiose.
Alcuni stimano la presenza di Tatari nel territorio dell'Unione nel XVII secolo attorno alle 15.000 unità, stanziati in 60 villaggi con moschee. Numerosi privilegi reali, compresa l'autonomia interna dalla monarchia, permisero ai Tatari di preservare la loro religione e la loro cultura per secoli. Ai Tatari era inoltre consentito il matrimonio misto coi cristiani, cosa poco comune per l'Europa del tempo. La Costituzione polacca di maggio del 1791 consentì ai Tatari una rappresentanza nella Camera dei deputati della Polonia.
Anche se nel XVIII secolo adottarono la lingua locale, la loro religione e molte delle loro tradizioni (come il sacrificio di tori nella moschea durante alcune loro feste religiose) rimasero immutate. Questo portò alla formazione di una cultura musulmana peculiare, nella quale gli elementi dell'ortodossia musulmana si frammischiavano alla tolleranza religiosa e a una società liberale. Ad esempio le donne nelle società dei Tatari Lipka avevano gli stessi diritti e lo stesso status degli uomini e potevano frequentare liberamente le scuole.
All'incirca 5.500 Tatari vissero nei confini polacchi tra le due guerre mondiali (1920-1939), e un'unità di cavalleria tatara aveva combattuto per l'indipendenza del paese. I Tatari avevano inoltre preservato la loro identità culturale e le loro organizzazioni, incluso un museo a Wilno (Vilnius) sulla loro storia.
I Tatari subirono grandi perdite durante la seconda guerra mondiale e successivamente, dopo il cambiamento dei confini del 1945, gran parte di loro si trovò nel territorio sovietico. È stato stimato che sono 3.000 i Tatari che vivono in Polonia, di cui 500 hanno dichiarato la propria nazionalità come tatara piuttosto che polacca nel censimento del 2002. Vi sono due villaggi tatari (Bohoniki e Kruszyniany) nel nord-est della Polonia così come esistono comunità tatare nelle città di Varsavia, Danzica, Białystok e Gorzów Wielkopolski. Il più delle volte hanno un cognome musulmano che finisce come un cognome polacco: Ryzwanowicz, Jakubowicz.
I Tatari furono importanti nell'esercito dell'Unione così come nella vita politica e intellettuale di Polonia e Lituania. Alcuni intellettuali polacchi hanno discendenza tatara come, ad esempio, lo storico Jerzy Łojek.
Una piccola comunità polacco-tatara si insediò a Brooklyn all'inizio del XX secolo. Lì costruirono una moschea che è ancora in uso.

## Tatari caucasici
I Tatari caucasici abitano i territori circostanti l'alto corso del Kuban', le steppe del basso Kuma, il Kura, e l'Araks. Nel XIX secolo erano stimati in 1.350.000 ma tale cifra includeva anche un numero di Tatari di Kazan' impiegati nel settore petrolifero che si trasferirono nel Caucaso dalle loro terre d'origine alla fine di quel secolo.
Il termine è utilizzato esclusivamente per descrivere i Tatari del Volga stabilitisi in Caucaso. Ogni altro suo utilizzo, come quelli che seguono, possono essere rinvenuti solo e unicamente in un contesto storico.

### Nogai del Kuma
I Nogai del fiume Kuma mostrano tracce di un antico amalgama con i Calmucchi. Sono nomadi e le loro attività principali sono l'allevamento di bestiame e la pesca. Pochi praticano l'agricoltura stanziale.
I Nogai sono considerati un'etnia indipendente da quella dei Tatari, vivono nel nord del Daghestan, dove sono stati costretti a stanziarsi dopo che l'Orda Nogai fu sconfitta nel XVI secolo dai Russi.
In quello stesso secolo infatti i Nogai si erano alleati con il Khanato di Crimea e con l'Impero ottomano contro la Moscovia. Nonostante questa alleanza tuttavia non era infrequente che razziatori Nogai si spingessero nei territori circostanti per compiere ruberie. Tra il XVI e il XVII secolo a causa delle loro incursioni furono costruite diverse muraglie difensive in Tatarstan.
Una delle eroine nazionali dei Tatari di Kazan', Söyembikä, apparteneva in realtà all'etnia Nogai.

#### Tatari Qundra
Il termine Tatari Qundra sta ad indicare alcune tribù di Nogai emigrate in passato nei territori circostanti al medio corso del Volga, dove si sono assimilati, almeno a livello linguistico, ai Tatari del Volga.

### Carachi
I Carachi, all'incirca 18.500, vivono nelle alte vallate nei pressi di Elburz, vivendo di agricoltura; sono un'etnia indipendente, una delle più popolose della Karačaj-Circassia.

### Tatari delle montagne

Karachais e Balcari, di cui i Balkar sono talvolta considerati tartari.

I Tatari delle montagne ammontavano nel 1911 a circa 850.000 unità ed erano divisi in varie tribù di origine indeterminata sparse tra Azerbaigian, Armenia, Georgia e Daghestan.
Queste tribù hanno certamente origini diverse e presentano diverse tipologie etniche. Tutti coloro che non sono né Armeni né Russi e non appartengono a nessuna distinta tribù caucasica sono spesso chiamati Tatari (per esempio, nel XIX secolo i Ceceni sono stati chiamati spesso Tatari dai Russi). Il fatto inoltre che svariate volte tali tribù non avessero neppure origini turche fa comprendere che Tatari delle montagne non è nient'altro che un termine ombrello utilizzato in passato per indicare l'origine di quelle tribù di cui non si era in grado di dare una definizione precisa. In passato queste popolazioni erano note per le loro particolari capacità agricole, di allevamento e artigianali.
Il termine tatari delle montagne è obsoleto e ogni tribù è chiamata con il proprio corretto nominativo.
Vedi anche
1. Balcari
2. Cumucchi
3. Osseti
4. Circassi

## Tatari siberiani

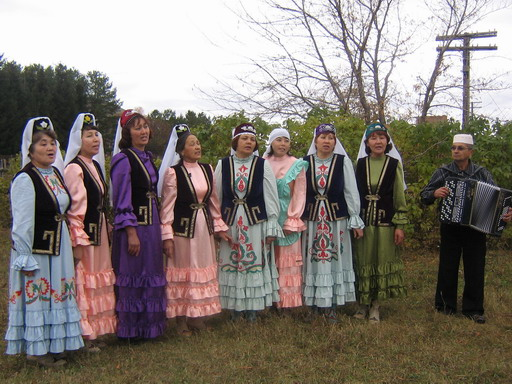
Gruppo folcloristico tartaro siberiano "Naza" di Omsk.

I Tatari siberiani furono stimati nel 1895 nel numero di 80.000 unità di etnia turca, e di circa 40.000 di discendenza uralica o ugrica. Essi occupano tre distinte regioni - la lunga striscia di terra che va da Tobol'sk a Tomsk, Kuzbass - l'Altaj e i territori circostanti - e il Sud Jenisejsk. Ebbero origine dalle agglomerazioni di tribù turche che, nella regione a nord dell'Altai, raggiunsero una discreta evoluzione culturale tra il IV e il V secolo, ma che vennero bene presto sottomessi e schiavizzati dai Mongoli. Una loro classificazione risulta estremamente difficile perché gli odierni Tatari siberiani sono il risultato di un continuo rimescolamento di razze e costumi e sono tutti, chi più e chi in misura minore, in procinto di essere assimilati dai russi: si possono tuttavia ancora elaborare le seguenti distinzioni:

### Tatari Baraba
I Tatari Baraba prendono nome da uno dei loro stemmi (Barama) e ammontano a circa 50.000 nella regione di Tobol'sk e a circa 5000 in quella di Tomsk. Dopo aver posto in essere una strenua resistenza alla conquista russa ed aver sofferto in passato a causa dei raid dei Chirgisi e Calmucchi, sopravvivono grazie all'agricoltura - sia in villaggi separati che insieme ai Russi.
Dopo la colonizzazione della Siberia da parte dei Russi e dei Tatari di Kazan', i Tatari Baraba erano soliti chiamarsi la gente di Tomsk, poi Moslem, accettando di essere indicati come Tatari solo nel XX secolo.

### Tatari Čulyčy
I Tatari Čulyčy vivono sul fiume Ob' e sullo Yus. Parlano una lingua di ceppo turco con molti termini derivati dal mongolico e dal Yakut e sono d'aspetto più affini ai Mongoli che ai Turchi. Come altre popolazioni tatare si stanno amalgamando con i Russi.

### Tatari Abakan

I chakassi sono solo talvolta considerati Tatari nei tempi moderni.

I Tatari Abakan (o Minusinsk) occuparono le steppe circostanti i fiumi Abakan e Yus nel XVII secolo, dopo gli spostamenti dei Chirgisi, e rappresentano una mistura tra l'etnia dei Kaibal (che Castrén considerava in parte di origine ostiaca e in parte samoieda) e quella dei Beltiri - di origine finnica. Anche il loro linguaggio è una mescolanza tra dialetti diversi. Erano conosciuti con il nome di Sagai, che enumeravano 11.720 unità nel 1864. In origine di cultura sciamanica, sono, almeno nominalmente, aderenti alla Chiesa greco-ortodossa e lavorano principalmente come pastori di mandrie. L'agricoltura è scarsamente praticata, coltivano tuttavia bulbi di fiori quali il Lilium martagon, Paeonia, e l'Erythronium dens-canis che crescono nelle steppe. Tribù affini alla loro sono i Soyot, dei Monti Saiani (stimati in 8000), che è una popolazione turco-finnica; gli Uryankhi della Mongolia nord-occidentale, di origine turca ma di religione buddista; e i Karagasse, anch'essi di origine turca e affini ai Chirgisi, ma ridotti a poche unità.

### Tatari dell'Altaj settentrionale
I Tatari che vivono sul versante settentrionale delle montagne dell'Altaj (circa 20.000 unità) sono di origine finnica. Essi comprendono alcune centinaia di Kumandintsi, Tatari Lebed, Tatari della Foresta Nera e Shori (11.000), discendenti dei Kuzneck o Tatari lavoratori del ferro. Essi sono cacciatori esperti e hanno mantenuto la loro religione sciamanica e la loro organizzazione tribale. Vivono anche della raccolta di pinoli e di miele che trovano nelle loro foreste. Vestono alla maniera dei loro antichi signori, i Calmucchi, e il loro linguaggio contiene parecchie parole di origine mongolica.

### Tatari dell'Altaj
I Tatari dell'Altaj comprendono:
- i Calmucchi della montagna (12.000), ai quali tale nome è stato dato per errore, non avendo essi nulla in comune con i Calmucchi, ad eccezione del vestiario e del modo di vita. Parlano un dialetto turco.
- i Teleuti, o Telengiti (5.800), discendenti di un'antica popolazione guerriera, migrata dalle montagne verso le valli, dove vivono insieme ai contadini russi.

Anche se il Turkestan e l'Asia centrale erano una volta conosciuti come Tataria indipendente non è usuale chiamare i Sarti, i Chirgisi e gli altri abitanti di questi paesi con l'appellativo di Tatari e neppure tale nome è utilizzato per gli Jakuti della Siberia Orientale.

## Significato generale del termine
Risulta evidente da quanto sopra che il termine Tartaro/Tataro era originariamente applicato sia alle tribù mongoliche sia alle tribù turche che invasero l'Europa sei secoli fa ed è stato gradualmente esteso alle popolazioni turche che si mescolarono con quelle mongoliche e quelle di lingua uralica in Siberia; è usato principalmente in quattro accezioni:
- per designare ogni tribù musulmana i cui antenati abbiano parlato un linguaggio uralico o dell'Altaj;
- per indicare tribù musulmane di lingua turca, specialmente in Russia, che non hanno mai fatto parte dell'Impero ottomano, ma che hanno creato unità politiche indipendenti avulse dal resto del mondo islamico.
- per indicare i Tatari di Kazan', i quali hanno più in comune con i Ciuvasci, i Mari e i Russi piuttosto che con le altre popolazioni turche. Essi sono, come gli stessi Ciuvasci, discendenti dei Bulgari del Volga, popolazione mista i cui ascendenti comprendevano Sciti, Turchi e popolazioni finniche (in turco bolğar significa misto). Nel periodo dell'Orda d'Oro i Bulgari si mescolarono anche con Slavi, Greci e, in parte, Mongoli. In conclusione non ci sono altri "Tatari" che hanno una origine etnica così articolata come i Tatari di Kazan';
- per indicare i Baschiri, i quali, pur non essendo Tatari, parlano una lingua molto simile a quella dei Tatari di Kazan', ciò è dovuto alla progressiva tatarificazione delle tribù ugre, finniche e turche stanziate sugli Urali.

## Tatari cinesi
I Tatari (塔塔尔族) formano inoltre uno dei 56 gruppi etnici ufficialmente riconosciuti in Cina.
Gli antenati di queste popolazioni erano commercianti tatari del Volga stabilitisi nello Xinjiang.